# 252. pehotni polk (Italija)
252. pehotni polk Massa Carrara je bil pehotni polk Kraljeve italijanske kopenske vojske.

## Zgodovina
Med prvo svetovno vojno je bil polk nastanjen na soški fronti.